# Rùa đầm

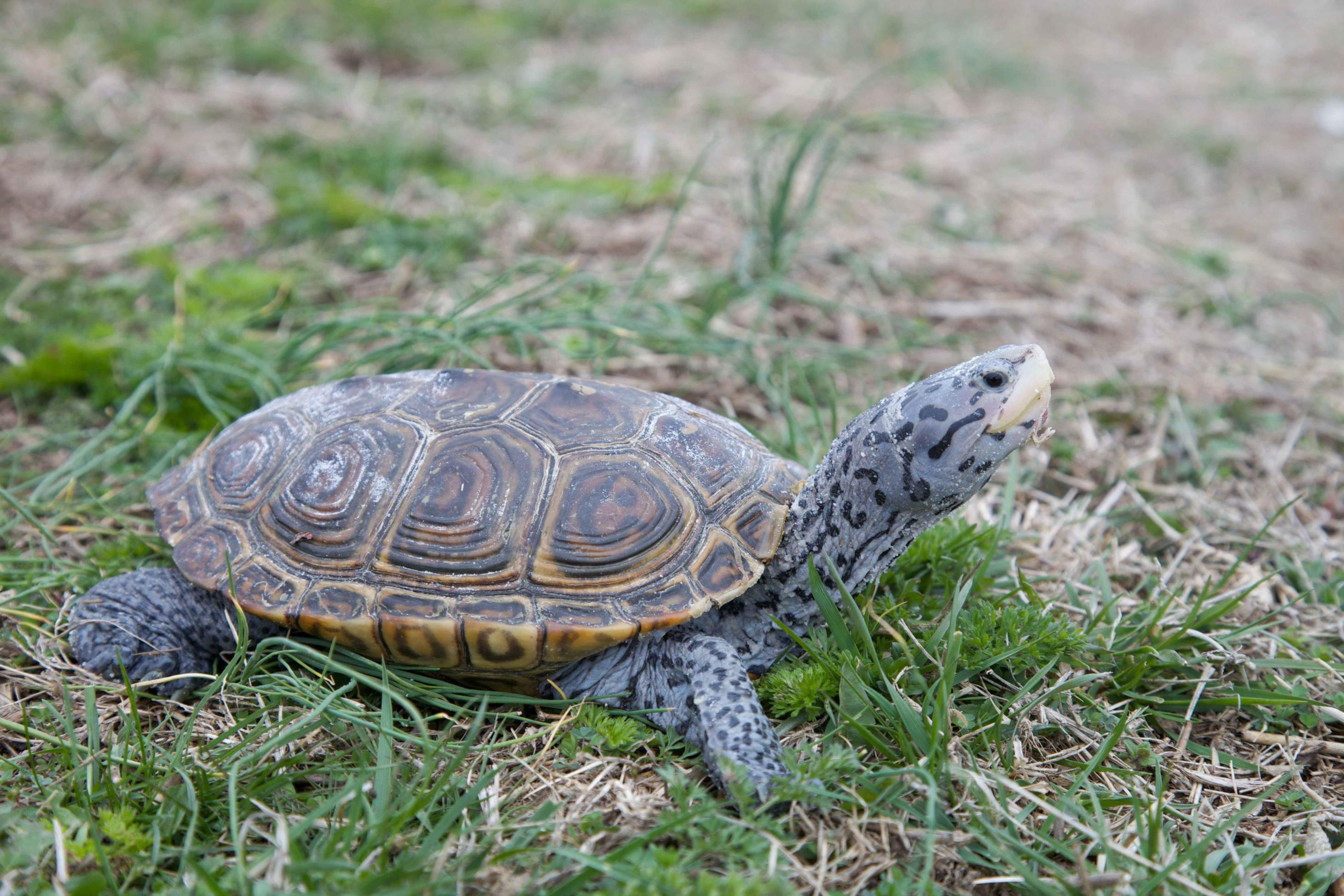
Một con rùa đầm

Rùa đầm hay rùa ao (tiếng Anh: terrapin) là một nhóm các loài rùa sống trong vùng nước ngọt hoặc nước lợ và có kích thước nhỏ, phân bố nhiều ở các ao, hồ, đầm nhỏ. Thuật ngữ rùa đầm tự thân nó không hình thành nên một đơn vị phân loại và không liên quan đến phân loại sinh học. Nhiều loài rùa đầm thuộc họ Geoemydidae (họ rùa đầm) và Emydidae (rùa đầm lầy).
Trong tiếng Anh, tên gọi "terrapin" có nguồn gốc từ torope, một từ trong ngôn ngữ địa phương Algonquia người Mỹ bản địa gọi loài Malaclemys terrapin (rùa mai kim cương) và dường như nó đã trở thành một phần của cách sử dụng phổ biến trong thời kỳ thuộc địa của Bắc Mỹ và được đưa ngược về Anh. Kể từ đó, nó đã được sử dụng chung tên cho rùa đầm trong tiếng Anh. Trong tiếng Việt, thuật ngữ rùa đâm hay rùa ao đơn giản chỉ chung cho các loài rùa bắt gặp trong môi trường sống như tên gọi của chúng.

## Các loài
Các loài sau đây được gọi là rùa đầm thực thụ (trong tiếng Anh): 
- Morenia ocellata hay còn gọi là rùa mắt cá Bengal, rùa mắt Miến Điện hoặc rùa công Miến Điện là một loài rùa trong họ Geoemydidae được tìm thấy ở Miến Điện và có thể là Vân Nam, Trung Quốc.
- Melanochelys trijuga hay rùa ao Ấn Độ, hoặc rùa đen Ấn Độ là một loài rùa trong họ Geoemydidae được tìm thấy ở Nam Á.
- Batagur baska hay rùa sông miền Bắc là một loài rùa đang có nguy cơ tuyệt chủng trong họ Geoemydidae có nguồn gốc từ Campuchia.
- Batagur affinis hay rùa sông miền Nam là một con rùa trong họ Geoemydidae có nguồn gốc từ Campuchia.
- Batagur borneoensis hay rùa sơn là một loài rùa thuộc họ Geoemydidae có nguồn gốc ở Brunei, Indonesia, Malaysia và Thái Lan.
- Siebenrockiella crassicollis hay rùa đầm đen là một con loài rùa trong họ Geoemydidae có nguồn gốc ở Đông Nam Á.
- Emys orbicularis hay rùa ao châu Âu hoặc rùa bé châu Âu là một loài rùa trong họ Emydidae được tìm thấy ở châu Âu, Tây Á và một phần của Bắc Phi.
- Mauremys caspica hay rùa cổ sọc hoặc rùa Caspi là một loài trong họ Geoemydidae (Bataguridae), có nguồn gốc ở vùng Địa Trung Hải.
- Pelusios sinuatus hay rùa bản lề có sừng xoắn là một loài rùa thuộc họ Pelomedusidae được tìm thấy ở Nam Phi.
- Pelusios castaneus hay rùa cọ trắng Seychelles (Pelusios seychellensis), một loài rùa đã tuyệt chủng trong họ Pelomedusidae, chúng là loài đặc hữu của Seychelles.
- Rùa tai đỏ (Trachemys scripta elegans) là một phân loài rùa miền Nam của Bắc Mỹ trong họ Emydidae, một loài vật nuôi phổ biến và một loài xâm lấn ở nhiều nơi.
- Malaclemys terrapin hay rùa đầm mai kim cương hoặc chỉ là rùa đầm ("terrapin") là một loài rùa trong họ Emydidae, có nguồn gốc ở Hoa Kỳ.
- Rhinoclemmys rubida hay rùa đốm Mễ Tây Cơ hoặc rùa rải gỗ Mexico là một loài rùa trong họ Geoemydidae, chúng là loài đặc hữu của Mexico.